# Щеглов Сергій Євгенович
Сергій Євгенович Щеглов (нар. 26 листопада 1976, Донецьк, УРСР) — український та російський футболіст, півзахисник.

## Життєпис
Вихованець донецького футболу. Спочатку займався в одній з місцевих ДЮСШ, допоки в 10 років його не запросили в школу донецького «Шахтаря». Після її закінчення грав за фарм-клуб і тренувався з основним складом. Пробитися в першу команду через сильну конкуренцію не вийшло й підписав контракт із запорізьким «Віктором». Навесні 2000 року перебував на перегляді в Росії, але заявитися до початку чемпіонату в жодну команду не встиг. Тому прийняв пропозицію знайомого тренера та поїхав грати в Фінляндію. ЯБК, який йшов на передостанньому місці, в підсумку посів друге місце. Щеглов отримав пропозицію продовжити контракт, проте відмовився, виїхавши в підмосковні «Хімки», куди його запросив Олексій Петрушин.
У 2005 році виступав за «Кривбас», в складі якого 6 березня 2005 року дебютував у Вищій лізі України в матчі 17 туру з маріупольським «Іллічівцем», вийшовши на 76 хвилині замість Тоні Алегбе. Наприкінці 2006 року провів декілька матчів у чемпіонаті Азербайджану за загатальский «Сімург».
У 2007 році підписав контракт з курським «Авангардом», виступав у той час у Першому дивізіоні, однак за підсумками сезону вилетів у другий. Щоб залишитися в команді Щеглов взяв російське громадянство, оскільки футболісти без російського паспорта не можуть брати участь в матчах Другого дивізіону.
У 2008 році «Авангард» поставлене завдання щодо підвищення в класі не виконав й на початку 2009 року Сергій перейшов у «Читу», яка виступала в піделітному дивізіоні. У 2010 році знову повернувся в «Авангард». Після закінчення сезону 2012/13 року завершив кар'єру футболіста.

## Особисте життя
У 2009 році одружився з курською фотомоделлю — Ольгою Леонідівною Глазовою. 29 вересня 2010 року в них народився син Матвій.

## Досягнення
- Другий дивізіон, зона «Центр»
  -  Срібний призер (1): 2011/12

- Кубок Росії
  -  Фіналіст (1): 2004/05